# وصله غیررسمی
وصله غیررسمی، نوعی وصله برای یک نرم‌افزار یا بازی ویدئویی است که توسط گروهی از کاربران ساخته شده و توسعه‌دهندگان نقشی در آن نداشته‌اند. مشابه وصله‌های رسمی، این وصله‌ها هم اشکالات نرم‌افزاری یا کمبودها را برطرف می‌کنند. در مقایسه با مود یا کرک، وصله‌های غیررسمی باعث تغییر کاربری نرم‌افزار یا بازی نمی‌شوند.